# Фатер, Иссахар
Иссахар (Сухэр) Фатер (1912, Дробин под Плоцком, Польша — 11 февраля 2004, Тель-Авив, Израиль) — польско-израильский дирижёр, музыковед, критик.

## Биография
Сын кантора. Учился в Варшавской консерватории, во второй половине 1930-х гг. преподавал музыку как в еврейской гимназии, так и частным образом. После начала Второй мировой войны оказался в СССР, работал инспектором музыкального образования в Барановичах, затем был арестован и отправлен в лагерь в Сибирь. После освобождения работал дирижёром в оркестре Ленинабадской филармонии. В 1946 г. вернулся в Польшу, возглавлял отдел культуры в польском Еврейском комитете. В 1947 г. уехал в Париж, затем в Антверпен, в 1951—1962 гг. жил в Рио-де-Жанейро, всюду руководя еврейскими хорами.
С 1962 г. жил в Израиле. Опубликовал на идише ряд работ по музыкологии и истории музыки, регулярно сотрудничал с основными периодическими изданиями разных стран на идише, в том числе с тель-авивской газетой «Ди Лэцтэ Найс» (Последние новости) и нью-йоркской «Форвертс» (Вперёд).
Основное внимание Фатера-музыковеда было обращено на специфику еврейской музыки, на соотношение в ней религиозного и светского начал.